# Faraglione (Sicilia)
Faraglione (noto anche come scoglio a Vela per la sua forma) è un'isola dell'Italia appartenente all'arcipelago delle isole Pelagie, in Sicilia.
Amministrativamente appartiene a Lampedusa e Linosa, comune italiano della provincia di Agrigento.
Si trova di fronte alla costa nord-occidentale dell'isola di Lampedusa, a non molta distanza dallo scoglio del Sacramento.